# Texas Rangers
Texas Rangers – drużyna baseballowa grająca w zachodniej dywizji American League, ma siedzibę w Arlington w stanie Teksas.

## Historia

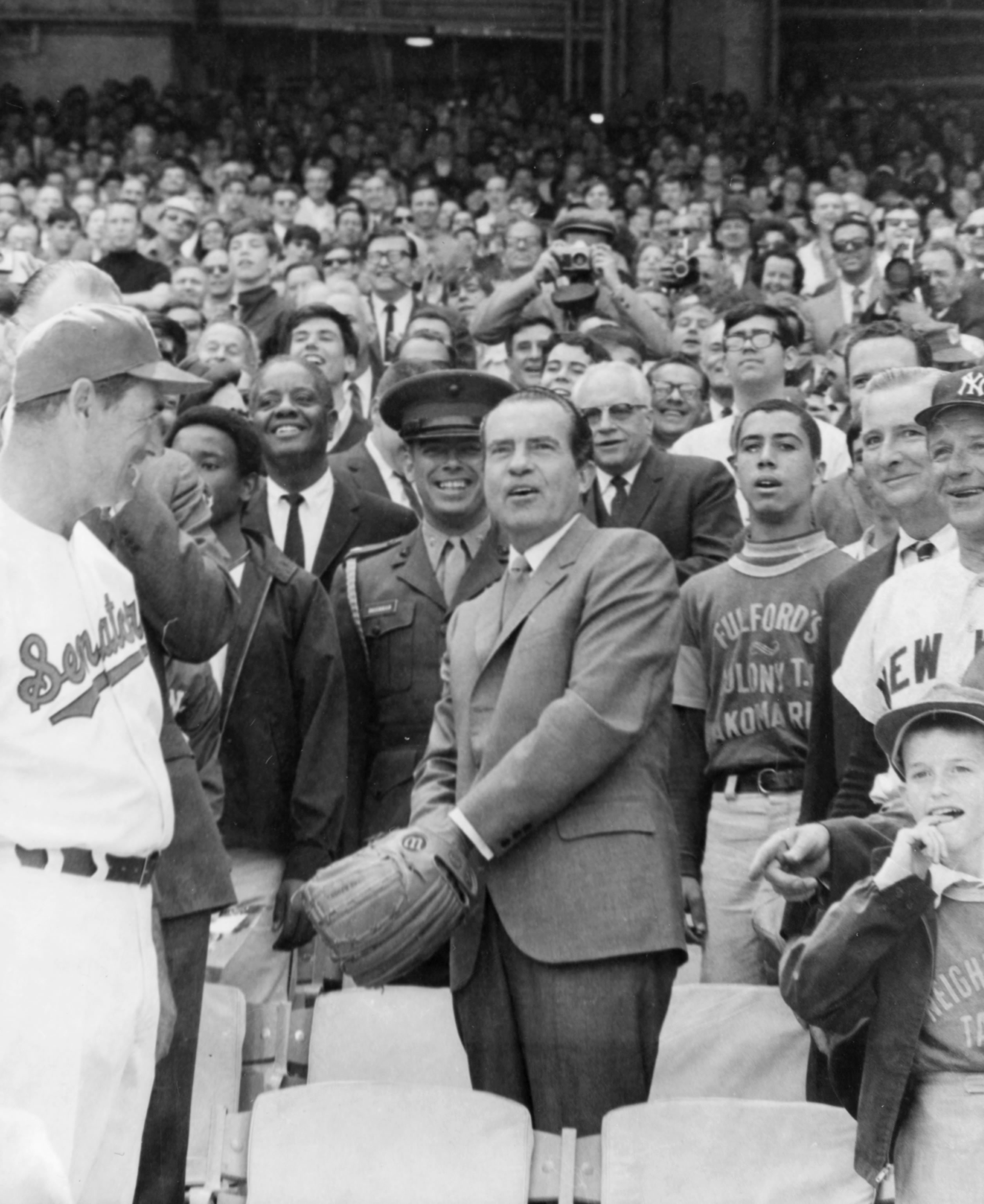
Prezydent Richard Nixon oddaje pierwszy rzut w meczu otwarcia sezonu 1969 na RFK Stadium.

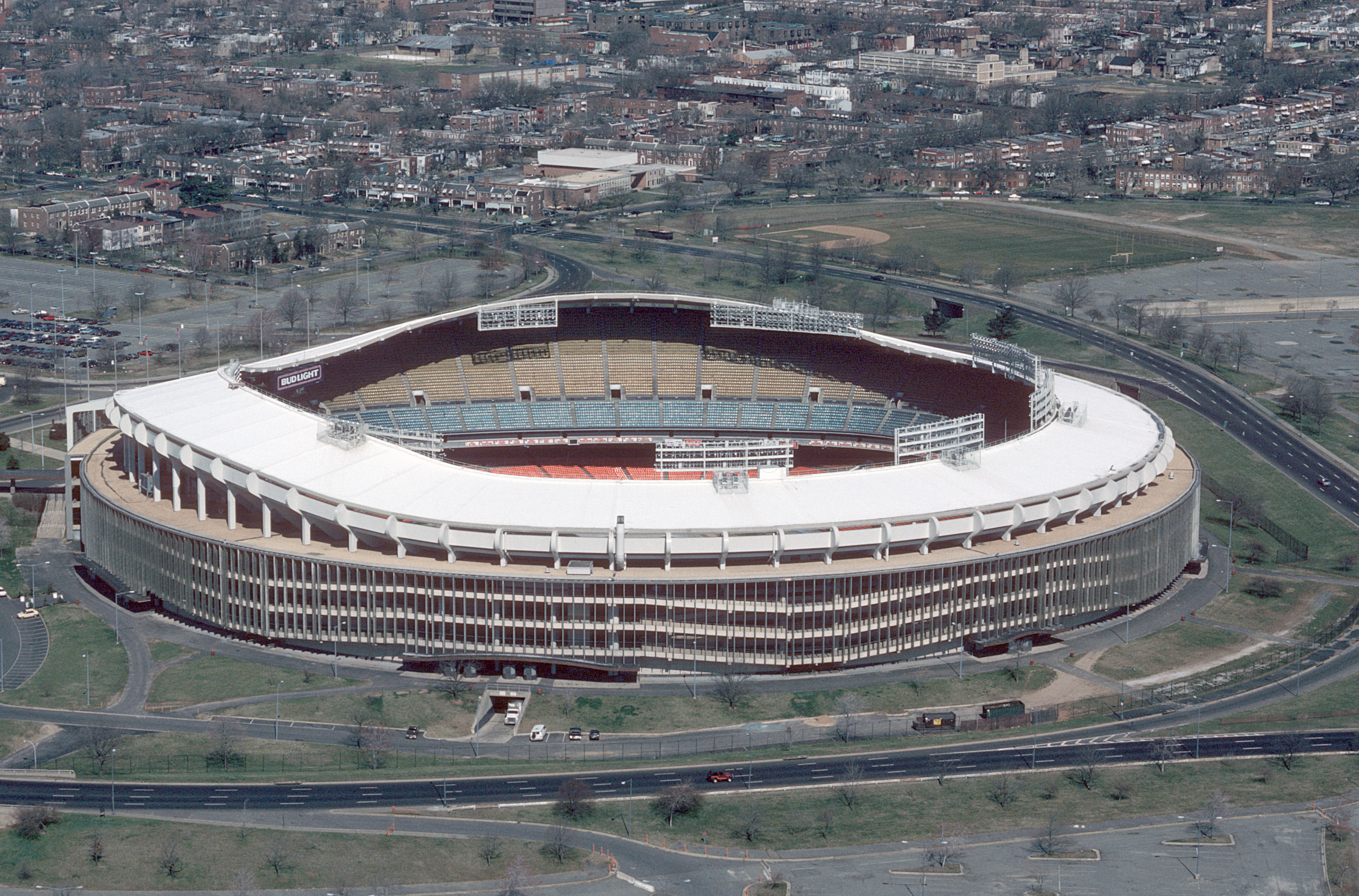
RFK Stadium – stadion, na którym Senators rozgrywali swoje mecze w latach 1962–1971.

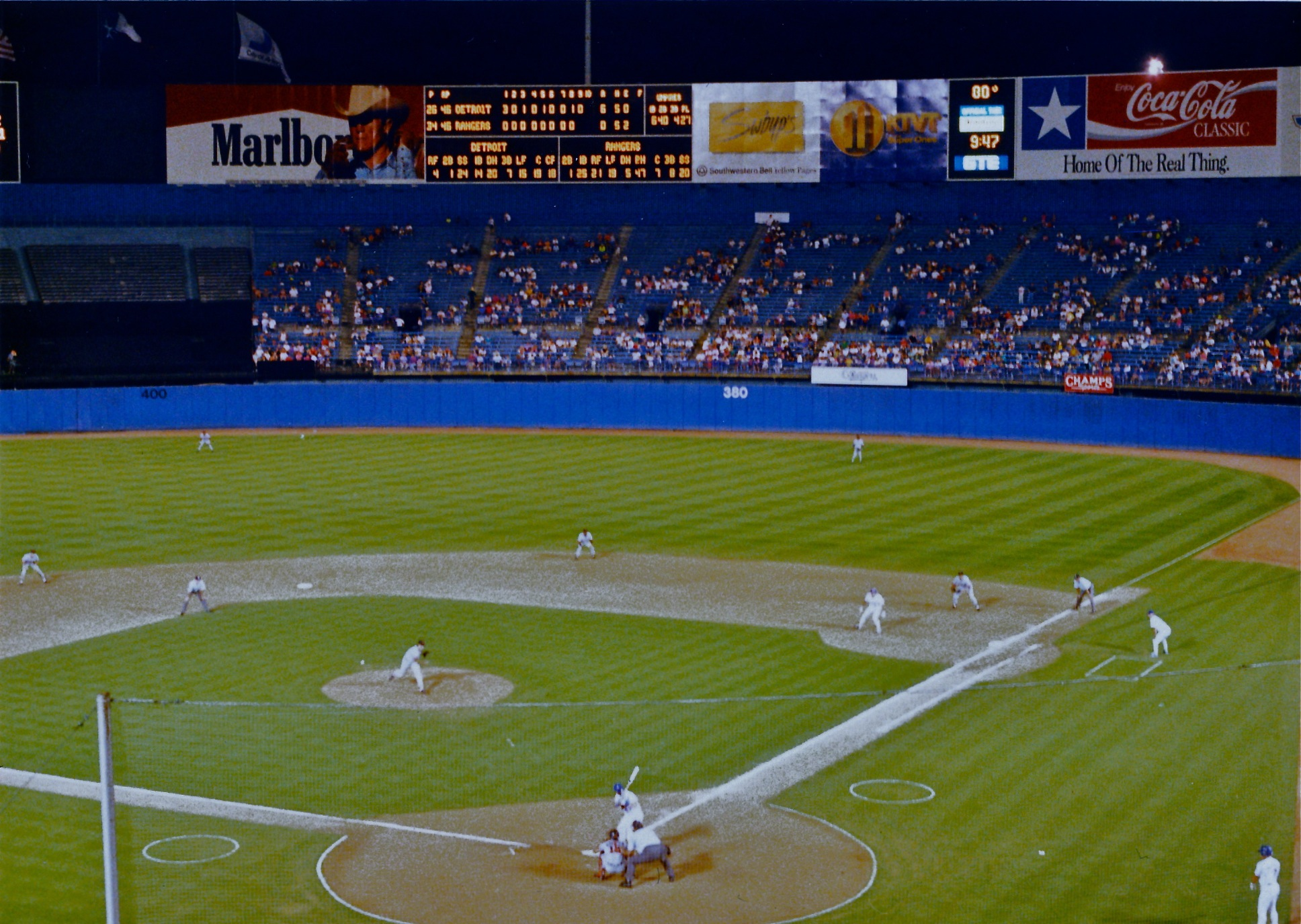
Arlington Stadium.

Klub powstał w Waszyngtonie jako Washington Senators po tym, jak Calvin Griffith, właściciel założonego w 1901 roku zespołu o tej samej nazwie, przeniósł jego siedzibę do Minnesoty. Po 11 latach występów w stolicy podjęto decyzję o przeniesieniu siedziby kluby do Arlington w stanie Teksas i zmianie jego nazwy na Texas Rangers.
Pierwszy mecz na Arlington Stadium odbył się 21 kwietnia 1972; spotkanie Texas Rangers – California Angels obejrzało 20 105 widzów. W 1994 oddano do użytku nowy, wybudowany kosztem 191 milionów dolarów obiekt Rangers Ballpark in Arlington, wcześniej noszący nazwę The Ballpark in Arlington (1994–2004) i Ameriquest Field in Arlington (2004–2006). Pierwszy awans do postseason zespół uzyskał w sezonie 1996, zwyciężając w AL West z bilansem 90–72–1. W 2010 Rangers po raz pierwszy w historii klubu wystąpili w World Series, w których ulegli San Francisco Giants 1–4. W 2011 zespół przegrał w World Series po raz drugi z rzędu, po siedmiu meczach z St. Louis Cardinals.

## Sukcesy
| Tytuł                               | Liczba | Rok                                      |
| ----------------------------------- | ------ | ---------------------------------------- |
| World Series                        | 1      | 2023                                     |
| American League Championship Series | 3      | 2010, 2011, 2023                         |
| American League West Division       | 7      | 1996, 1998, 1999, 2010, 2011, 2015, 2016 |

## Zastrzeżone numery
Od 1997 numer 42 zastrzeżony jest przez całą ligę ku pamięci Jackie Robinsona, który jako pierwszy Afroamerykanin przełamał bariery rasowe w Major League Baseball.
| Numer | Zawodnik                                                                          | Zastrzeżony      |
| ----- | --------------------------------------------------------------------------------- | ---------------- |
|       | Iván Rodríguez – łapacz Rangers w latach 1991–2002, członek Baseball Hall of Fame | 12 sierpnia 2017 |
|       | Michael Young – 2B, 3B, SS, DH Rangers w latach 2000–2012                         | 31 sierpnia 2019 |
|       | Johnny Oates – menadżer Rangers w latach 1995–2001                                | 6 sierpnia 2005  |
|       | Adrián Beltré – trzeciobazowy Rangers w latach 2011–2018                          | 8 czerwca 2019   |
|       | Nolan Ryan – miotacz Rangers w latach 1989–1993, członek Baseball Hall of Fame    | 15 września 1996 |
|       | Jackie Robinson – drugobazowy, numer zastrzeżony przez wszystkie zespoły MLB      | 15 kwietnia 1997 |